# Witold Gieras
Witold Gieras (ur. 23 czerwca 1897 w Krakowie, zm. 2 kwietnia 1985 w Krakowie) – polski piłkarz, obrońca.

## Życiorys
Najdłuższy okres spędził i największe sukcesy odnosił w Wiśle Kraków, choć był także zawodnikiem Czarnych Lwów. Z Wisłą w 1928 został mistrzem Polski. W reprezentacji Polski debiutował 23 września 1923 w meczu z Finlandią, ostatni raz zagrał dwa lata później. Łącznie rozegrał trzy spotkania. Pochowany na cmentarzu Rakowickim w Krakowie (kwatera FC-płd.-5). 

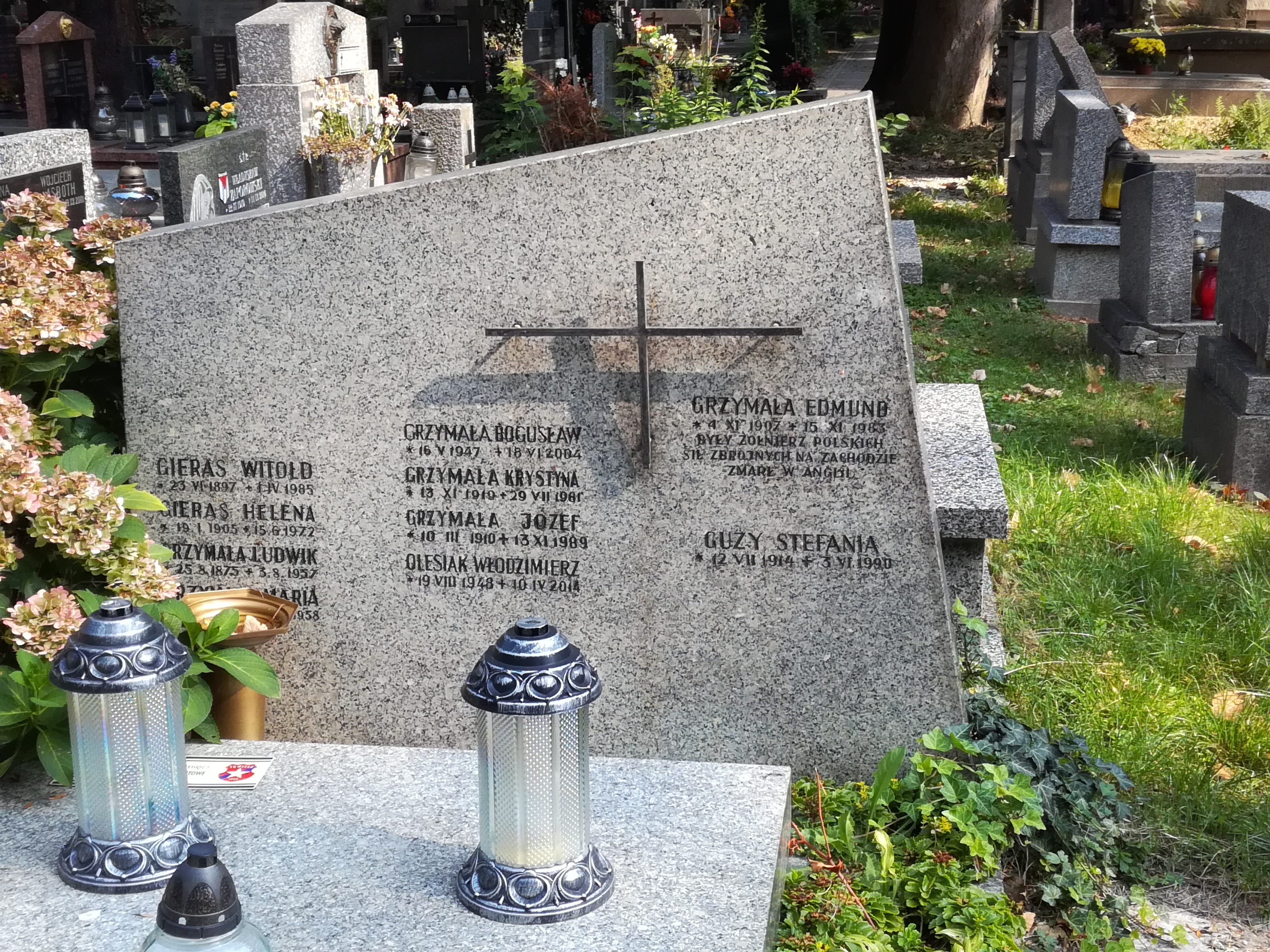
Grób Witolda Gierasa na cmentarzu Rakowickim